# Chapelle-Vallon
Chapelle-Vallon és un municipi francès situat al departament de l'Aube i a la regió del Gran Est. L'any 2007 tenia 192 habitants.

## Demografia

### Població
El 2007 la població de fet de Chapelle-Vallon era de 192 persones. Hi havia 80 famílies de les quals 20 eren unipersonals (16 homes vivint sols i 4 dones vivint soles), 28 parelles sense fills, 28 parelles amb fills i 4 famílies monoparentals amb fills.
La població ha evolucionat segons el següent gràfic:
Habitants censats

### Habitatges
El 2007 hi havia 96 habitatges, 80 eren l'habitatge principal de la família, 4 eren segones residències i 11 estaven desocupats. Tots els 96 habitatges eren cases. Dels 80 habitatges principals, 58 estaven ocupats pels seus propietaris, 20 estaven llogats i ocupats pels llogaters i 2 estaven cedits a títol gratuït; 12 tenien tres cambres, 25 en tenien quatre i 43 en tenien cinc o més. 66 habitatges disposaven pel capbaix d'una plaça de pàrquing. A 27 habitatges hi havia un automòbil i a 48 n'hi havia dos o més.

### Piràmide de població
La piràmide de població per edats i sexe el 2009 era:
| Homes | Edats   | Dones |
| ----- | ------- | ----- |
| 0     | 95 o +  | 0     |
| 0     | 90 a 94 | 0     |
| 0     | 85 a 89 | 0     |
| 0     | 80 a 84 | 8     |
| 8     | 75 a 79 | 8     |
| 0     | 70 a 74 | 8     |
| 0     | 65 a 69 | 0     |
| 8     | 60 a 64 | 0     |
| 8     | 55 a 59 | 4     |
| 4     | 50 a 54 | 8     |
| 4     | 45 a 49 | 16    |
| 12    | 40 a 44 | 8     |
| 4     | 35 a 39 | 0     |
| 12    | 30 a 34 | 16    |
| 4     | 25 a 29 | 0     |
| 4     | 20 a 24 | 4     |
| 8     | 15 a 19 | 0     |
| 4     | 10 a 14 | 4     |
| 12    | 5 a 9   | 4     |
| 8     | 0 a 4   | 4     |

## Economia
El 2007 la població en edat de treballar era de 122 persones, 101 eren actives i 21 eren inactives. De les 101 persones actives 96 estaven ocupades (57 homes i 39 dones) i 5 estaven aturades (1 home i 4 dones). De les 21 persones inactives 7 estaven jubilades, 8 estaven estudiant i 6 estaven classificades com a «altres inactius».

### Ingressos
El 2009 a Chapelle-Vallon hi havia 88 unitats fiscals que integraven 214 persones, la mediana anual d'ingressos fiscals per persona era de 17.591 €.

### Activitats econòmiques
Dels 13 establiments que hi havia el 2007, 4 eren d'empreses extractives, 2 d'empreses de construcció, 3 d'empreses de comerç i reparació d'automòbils, 1 d'una empresa d'hostatgeria i restauració, 2 d'empreses immobiliàries i 1 d'una empresa de serveis.
Dels 2 establiments de servei als particulars que hi havia el 2009, 1 era un paleta i 1 restaurant.
L'únic establiment comercial que hi havia el 2009 era una botiga de roba.
L'any 2000 a Chapelle-Vallon hi havia 15 explotacions agrícoles que ocupaven un total de 1.883 hectàrees.

## Equipaments sanitaris i escolars
El 2009 hi havia una escola maternal integrada dins d'un grup escolar amb les comunes properes formant una escola dispersa.

## Poblacions més properes
El següent diagrama mostra les poblacions més properes.